# Can Ribes (Cànoves i Samalús)
Can Ribes és una obra de Cànoves i Samalús (Vallès Oriental) inclosa a l'Inventari del Patrimoni Arquitectònic de Catalunya.

## Descripció
Edifici aïllat d'estructura complexa, consta de planta baixa i pis. La coberta és mixta. Possiblement la casa antiga, orientada a migdia, es va ampliar per la banda de ponent. La façana de l'edifici antic té un portal adovellat d'arc de mig punt i al seu damunt una finestra d'arc el·líptic amb calats lobulats a l'interior i decoracions a l'imposta, al damunt hi ha un relleu de persona estirada. Aquest cos d'edificacions està cobert amb una sola vessant.

## Història
Masia que es troba dins l'antic terme de Cànoves. Es troba esmentada en el fogatge de 1553 i llavors era habitada per Pere Riba. La casa té moltes transformacions difícils de datar però la part més antiga respon a esquemes del segle xvi.